# Archipel d’Hochelaga

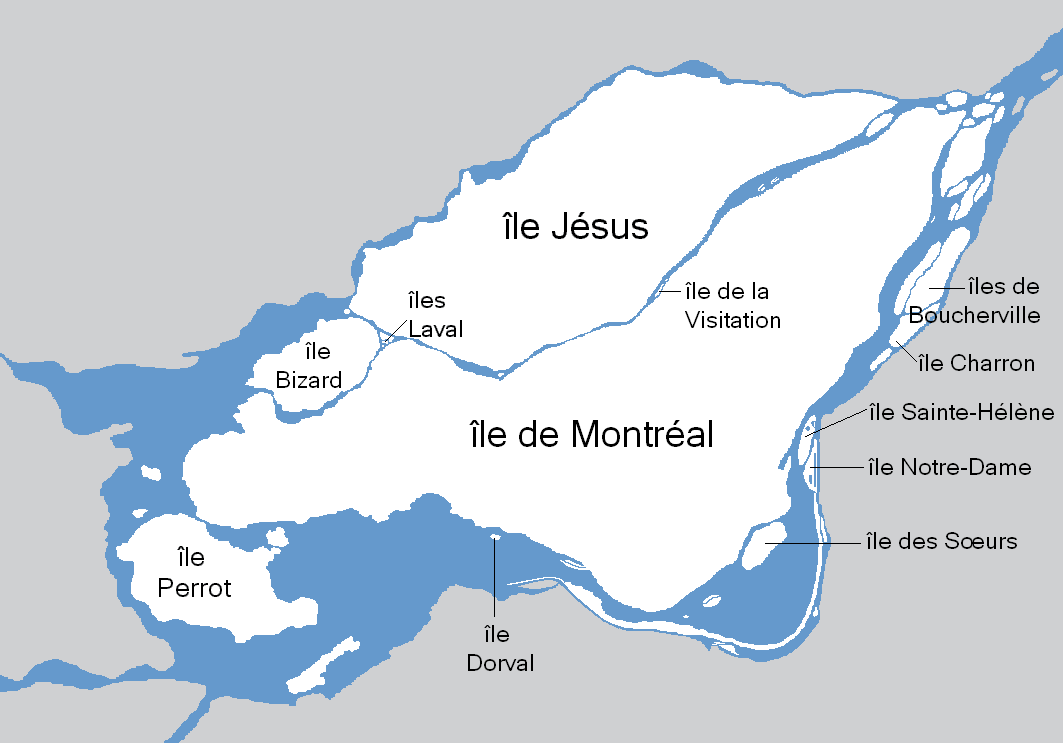
Wyspy w Archipel d’Hochelaga

Archipel d’Hochelaga – kanadyjski (prowincja Quebec) archipelag ponad dwustu wysp znajdujących się w ujściu Ottawy do Rzeki Świętego Wawrzyńca i wchodzących w skład obszaru metropolitarnego Montrealu.
Największą wyspą archipelagu jest Île de Montréal, której większość powierzchni zajmuje miasto Montreal. Miasto to obejmuje również obszar 74 mniejszych wysp wchodzących w skład archipelagu, z których najważniejsze to Bizard, Notre-Dame, Sainte-Hélène oraz Île des Sœurs.
Drugą pod względem wielkości wyspą archipelagu jest Jésus, która razem z wyspami Îles Laval i innymi mniejszymi tworzy miasto Laval.

## Historia
Archipelag bierze nazwę od osady indiańskiej Hochelaga, która znajdowała się na wyspie Île de Montréal i która zniknęła pod koniec XVI wieku nie pozostawiając po sobie śladów.
Dzisiejszą nazwę (z fr. „Archipelag Hochelagi”) zaproponował w 1935 roku zakonnik Marie-Victorin w swoim dziele Flore laurentienne (Flora laurentyńska).

## Główne wyspy
Do głównych wysp archipelagu należą:

- Île à l’Aigle
- Avelle
- Béique
- Bellevue
- Bizard
- Île au Bois Blanc
- Bonfoin
- Îles de Boucherville, do których należą:
  - Île de la Commune
  - Dufault
  - Grosbois
  - Lafontaine
  - Montbrun
  - Île à Pinard
  - Saint-Jean
  - Sainte-Marguerite
  - Tourte Blanche
- Bourdon
- Boutin
- Cadieux
- Île aux Canards
- Charron
- Île aux Chats
- Île aux Cerfeuils
- Île aux Chèvres
- Claude
- Daoust
- Deslauriers
- Dorval
- Dowker
- Île au Foin
- Gagné
- Hiam
- Hog
- Jasmin
- Jésus
- Lamontagne
- Lapierre
- Îles Laval, do których należą:
  - Bigras
  - Pariseau
  - Île Ronde
  - Île Verte
- Madore
- Ménard
- Mercier
- Île de Montréal
- Île aux Moutons
- Notre-Dame
- Wyspy Îles de la Paix, do których należą:
  - Île au Diable
  - Île du Docteur
  - Île à Tambault
  - Île à Thomas
  - Île aux Veaux
- Paton
- Île aux Plaines
- Perrot
- Perry
- Île aux Pins
- Île aux Pruches
- Roussin
- Saint-Joseph
- Saint-Laurent
- Sainte-Hélène
- Saint-Pierre
- Sainte-Thérèse
- Serre
- Île des Sœurs
- Sunset
- Todd
- Île aux Tourtes
- Île du Tremblay
- Île à la Truie
- Île aux Vaches
- Îles de Varennes
- Îlet Vert
- Île de la Visitation
- Wight